# Walton and Weybridge

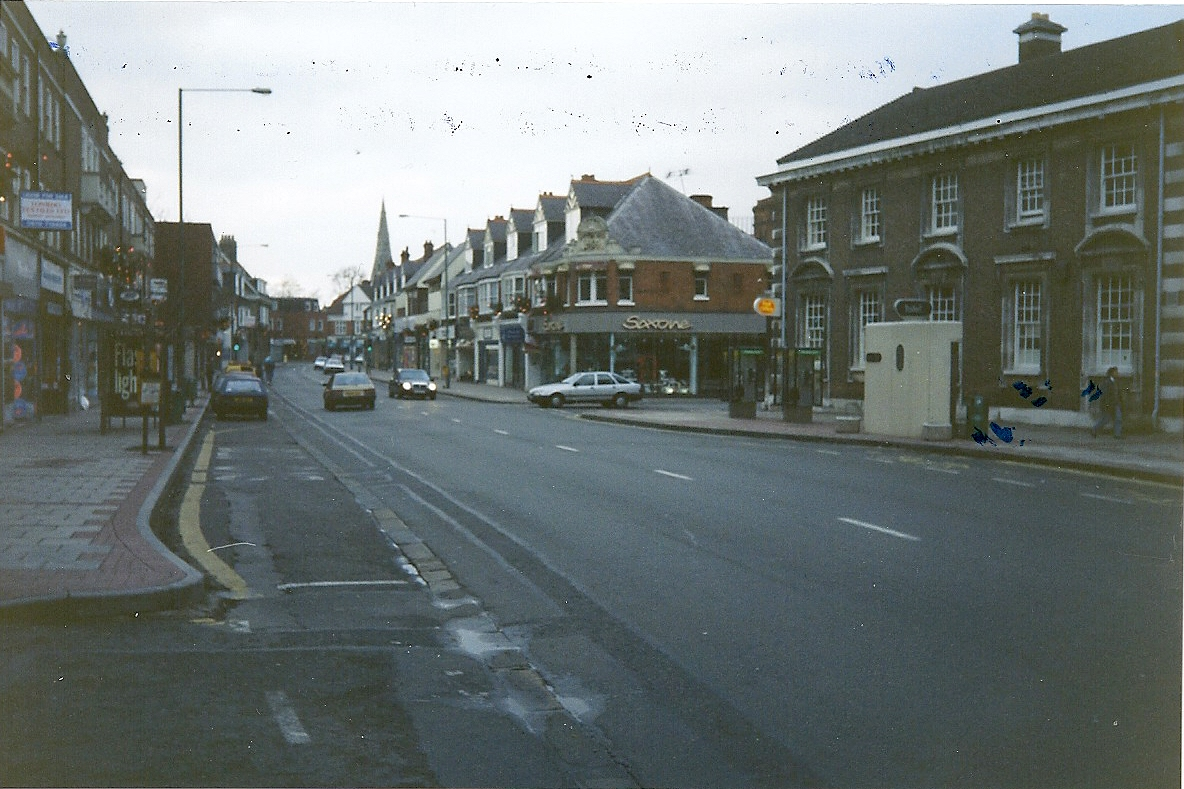
Weybridge

Walton and Weybridge är en unparished area i distriktet Elmbridge i grevskapet Surrey i England. Det inkluderar Ashley Park, Brooklands, Burwood Park, Hersham, Oatlands Park, Rydens, St George's Hill, Walton-on-Thames, Weybridge och Whiteley Village. Fram till 1974 var det ett separat distrikt. Distrikt hade 45 510 invånare år 1961.